# Комісія з контролю за казино в Огайо
Комісія з контролю за казино в Огайо (Ohio Casino Control Commission або OCCC) — це рада управління іграми в Огайо, яка забезпечує нагляд за казино штату.

## Історія
Комісіяю створено 2011 року після прийняття закону про контроль казино в Огайо.

## Склад
Комісія є двопартійною і складається з семи членів комісії, призначених губернатором штату Огайо та після затвердження Сенатом штату Огайо.

## Діяльність
Комісія уповноважена ліцензувати, регулювати, розслідувати та здійснювати юрисдикцію над усіма людьми, які займаються іграми в казино в Огайо. Комісія приймає адміністративні правила та резолюції, які встановлюють стандарти та процедури для операторів казино, продавців та ліцензованих працівників ігрової індустрії.